# Ahrgau
Ahrgau (de asemenea, Argau) a fost un județ medieval franc gau, care se întindea de ambele părți ale râului Ahr în nordul actualului stat german Renania-Palatinat, dar a ajuns și la porțile Bonnului (pădurea Kottenforst aparținea încă de Ahrgau), mai ales după dizolvarea Odangaului.